# Landhuis Duin en Kruidberg
Landhuis Duin en Kruidberg is een monumentale landhuis op het landgoed Duin en Kruidberg in Santpoort-Noord. Het functioneert als viersterrenhotel, restaurant, trouw- en vergaderlocatie.

## Geschiedenis
Tabakshandelaar en minister Jacob Theodoor Cremer, liet tussen 1907 en 1909 een groot landhuis bouwen, voorzien van twee torens en een zestigtal kamers, zalen en vertrekken met verschillende moderne voorzieningen waaronder een heteluchtverwarming, eigen waterreservoir en lift. Het gebouw in neo-Hollandse renaissancestijl werd ontworpen door architect Johannes van Nieukerken die later in 1913 in opdracht van Cremer ook het Koloniaal Instituut voor zijn rekening nam. De buitenplaats werd in 2001 aangewezen tot rijksmonument vanwege de geschiedenis en het gaaf bewaarde interieur waaraan door verschillende kunstenaars als gesammtkunstwerk is gewerkt waaronder de beeldhouwers Rien Hack, August Alexander, Louis Vreugde, en de Amsterdamse siersmid Janus Dingemans.

## Interieur
Op de begane grond kregen de ruimten ieder een eigen stijl. 

### Lodewijkkamer

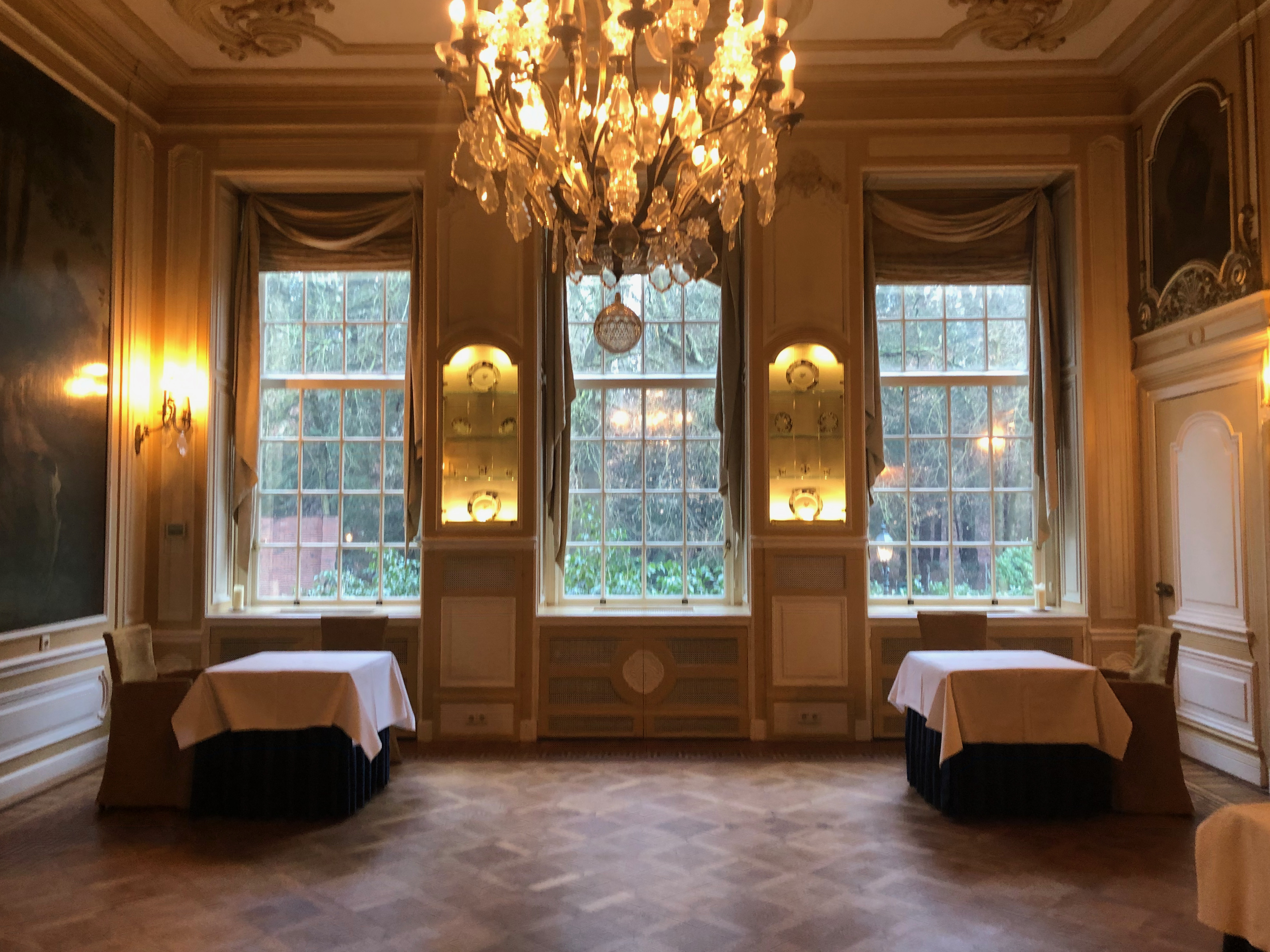
Raampartijen Lodewijkkamer

De eetkamer in Lodewijk XV-stijl werd rondom voorzien van muur- en wandschilderingen van de Dordtse kunstschilder Aart Schouman. Deze schilderingen uit 1741, schouw en ornamenten zijn afkomstig uit het monumentale Huis 't Zeepaert te Dordrecht en in 1908 geplaatst. Een van de drie bovendeurstukken met een bronzen tuinvaas is in 1909 extra toegevoegd door wandschilder Frans Vos (1847-1921).

### Salonzaal
De salonzaal is uitgevoerd in neo-Lodewijk XV-stijl. Deze bevat vanuit Amsterdam overgebrachte grisailles van Jacob de Wit. Drie grisailles zijn in 1961 meeverhuisd en in 1990 vervangen voor schilderijen van Jacob de Wit uit Herengracht 434, het voormalige bankgebouw van de Hollandsche Bank-Unie in Amsterdam.

### Boudoir
De boudoir van mevrouw Cremer kijkt uit over het park en is uitgevoerd in neo-Lodewijk XVI-stijl met een schouw afkomstig uit een voormalig huis in Den Haag en een fries voorzien van camee-imitaties door Johannes Evert van Leeuwen en stucwerk van Louis Vreugde.

### Biljartkamer
De biljartzaal werd ingericht door de meubelmakers Hampton and Sons uit Londen. Tussen de pilasters van de schouw bevinden zich drie kakemono's uit 1850, verticale Japanse rolschilderingen van zijde, gedecoreerd met Boeddha-figuren. 

### Centrale hal

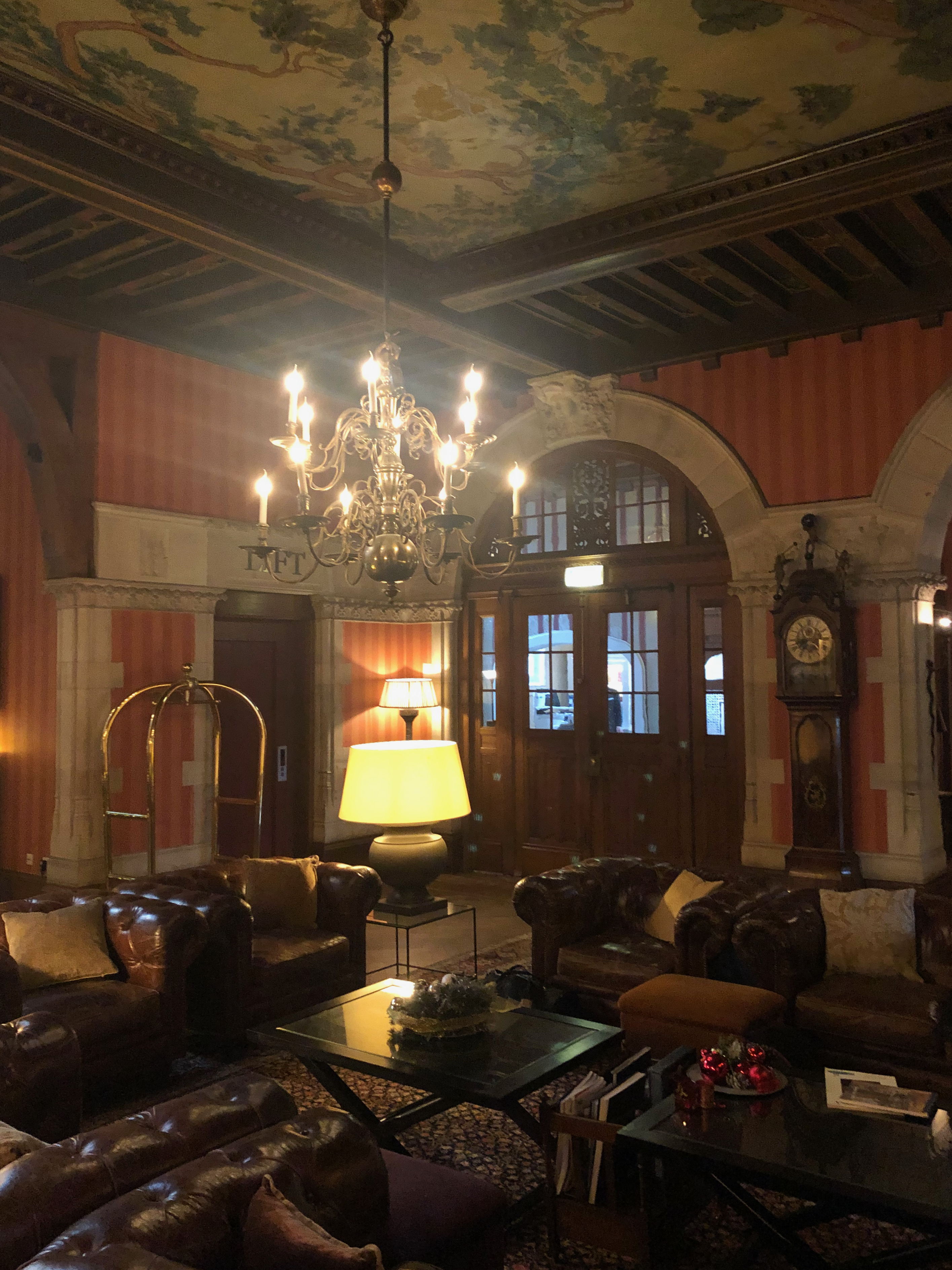
Centrale hal

De centrale hal en trappenhuis in neorenaissancestijl werd voorzien van een gebeeldhouwde schoorsteen met figuratief beeldhouwwerk van Rien Hack, ornamenteel beeldhouwwerk van August Alexander en schilderingen van Johannes Löhr. De plafondschildering toont een lucht met boomkruinen en is het werk van Simon Moulijn. De centrale hal is gedecoreerd met twee grote gegoten bronzen Japanse vazen uit de Meijiperiode voorzien van vissen in relief en onderin sculpturen van onderwaterleven. Daartegenover een Amsterdams staand horloge uit 1750 van Jan Henkels voorzien van Atlas met hemelglobe en een wijzerplaat met daarop een Hollands landschap. Het trappenhuis is voorzien van een cassetteplafond met daarbinnen sterrenbeelden geschilderd door Johannes Evert van Leeuwen.

## Parktuin
De in Engelse landschapsstijl aangelegde tuin is ontworpen door tuinarchitect Leonard Anthony Springer.

## Eigenaren
In 1961 verkocht de familie Cremer het landhuis inclusief 6 hectare grond voor ruim 1 miljoen gulden aan de Nederlandsche Handel Maatschappij, die het naast Bosch en Ven in Oisterwijk in 1963 in gebruik nam als vakantieoord voor haar personeel. Het had de beschikking over 92 bedden. Haar rechtsopvolgers Algemene Bank Nederland en ABN AMRO Bank zetten dit voort. Eind jaren 1980 nam de belangstelling bij het personeel af en werd het omgezet in een congrescentrum van de bank. In 1996 werd het landhuis hiertoe uitgebreid met ondergrondse vergader- en trainingszalen onder het buitenterras. In 2000 werd halfondergronds verscholen onder een vegetatiedak een nieuwe vleugel gebouwd met 44 hotelkamers. 
In 2002 werd het landhuis opengesteld als Hotel landgoed Duin & Kruidberg voor reizigers en vestigde zich restaurant De Vrienden van Jacob op de begane grond. Eind 2019 verkocht ABN Amro het landhuis aan hotelonderneming Hoscom die tevens de Nederlandse hotels Delta Hotel, Badhotel Rockanje, Landgoed De Holtweijde, Grand Hotel Opduin en Hotel Post-Plaza in Leeuwarden beheert.